# USS Manta (SS-299)
USS Manta (SS/ESS/AGSS-299) là một  tàu ngầm lớp Balao từng phục vụ cùng Hải quân Hoa Kỳ trong Chiến tranh Thế giới thứ hai. Nó là chiếc tàu chiến thứ hai của Hải quân Hoa Kỳ được đặt cái tên này, theo tên loài cá đuối manta. Nó đã phục vụ trong giai đoạn cuối của Thế Chiến II, thực hiện được hai chuyến tuần tra trước khi được cho ngừng hoạt động vào năm 1946. Nó được huy động trở lại như là chiếc ESS-299 để tiếp tục phục vụ trong cuộc Chiến tranh Lạnh từ năm 1949 đến năm 1955, rồi phục vụ ngoài biên chế như một tàu huấn luyện. Con tàu được xếp lại lớp như một tàu ngầm phụ trợ AGSS-299 vào năm 1962, rồi cuối cùng bị đánh chìm như một mục tiêu ngoài khơi Hampton, Virginia vào năm 1969.

## Thiết kế và chế tạo
Thiết kế của lớp Balao được cải tiến dựa trên  tàu ngầm lớp Gato dẫn trước, là một kiểu tàu ngầm hạm đội có tốc độ trên mặt nước cao, tầm hoạt động xa và vũ khí mạnh để tháp tùng hạm đội chiến trận. Khác biệt chính so với lớp Gato là ở cấu trúc lườn chịu áp lực bên trong dày hơn, và sử dụng thép có độ đàn hồi cao (HTS: High-Tensile Steel), cho phép lặn sâu hơn đến 400 ft (120 m). Con tàu dài 311 ft 9 in (95,02 m) và có trọng lượng choán nước 1.526 tấn Anh (1.550 t) khi nổi và 2.424 tấn Anh (2.463 t) khi lặn. Chúng trang bị động cơ diesel dẫn động máy phát điện để cung cấp điện năng cho bốn động cơ điện, đạt được công suất 5.400 shp (4.000 kW) khi nổi và 2.740 shp (2.040 kW) khi lặn, cho phép đạt tốc độ tối đa 20,25 hải lý trên giờ (37,50 km/h) và 8,75 hải lý trên giờ (16,21 km/h) tương ứng. Tầm xa hoạt động là 11.000 hải lý (20.000 km) khi đi trên mặt nước ở tốc độ 10 hải lý trên giờ (19 km/h) và có thể hoạt động kéo dài đến 75 ngày.
Tương tự như lớp Gato dẫn trước, lớp Balao được trang bị mười ống phóng ngư lôi 21 in (530 mm), gồm sáu ống trước mũi và bốn ống phía phía đuôi tàu, chúng mang theo tối đa 24 quả ngư lôi. Vũ khí trên boong tàu gồm một hải pháo 4 inch/50 caliber, một khẩu pháo phòng không Bofors 40 mm nòng đơn và một khẩu đội Oerlikon 20 mm nòng đôi, kèm theo hai súng máy .50 caliber. Trên tháp chỉ huy, ngoài hai kính tiềm vọng, nó còn trang bị ăn-ten radar SD phòng không và SJ dò tìm mặt biển. Tiện nghi cho thủy thủ đoàn bao gồm điều hòa không khí, thực phẩm trữ lạnh, máy lọc nước, máy giặt và giường ngủ cho hầu hết mọi người, giúp họ chịu đựng cái nóng nhiệt đới tại Thái Bình Dương cùng những chuyến tuần tra kéo dài đến hai tháng rưỡi.
Manta được đặt lườn tại xưởng tàu của hãng Cramp Shipbuilding Co. ở Philadelphia, Pennsylvania vào ngày 15 tháng 1, 1943. Nó được hạ thủy vào ngày 7 tháng 11, 1943, được đỡ đầu bởi bà Michael J. Bradley, và được cho nhập biên chế cùng Hải quân Hoa Kỳ vào ngày 18 tháng 12, 1944 dưới quyền chỉ huy của Hạm trưởng, Thiếu tá Hải quân Edward Peter Madley.

## Lịch sử hoạt động
Sau khi hoàn tất việc chạy thử máy huấn luyện tại các vùng biển ngoài khơi New London, Connecticut và Newport, Rhode Island, Manta chuẩn bị để được điều động sang khu vực Mặt trận Thái Bình Dương. Nó khởi hành từ Căn cứ Tàu ngầm Hải quân New London vào ngày 27 tháng 3, 1945, băng qua kênh đào Panama để đi đến quần đảo Hawaii. Nó rời Trân Châu Cảng vào ngày 28 tháng 5 cho chuyến tuần tra đầu tiên tại khu vực quần đảo Kuril, rồi quay trở về căn cứ vào ngày 16 tháng 7, và tiếp tục chuyến tuần tra thứ hai từ ngày 8 tháng 8, kết thúc khi Nhật Bản chấp nhận đầu hàng vào ngày 15 tháng 8, giúp chấm dứt vĩnh viễn cuộc xung đột.
Quay trở về Trân Châu Cảng vào ngày 10 tháng 9, Manta hoạt động huấn luyện tại khu vực Hawaii cho đến tháng 12. Nó lên đường vào ngày 2 tháng 1, 1946 để quay trở về vùng bờ Tây, và được đại tu tại San Francisco, California để chuẩn bị ngừng hoạt động. Chiếc tàu ngầm được cho xuất biên chế vào ngày 10 tháng 6, 1946, và được đưa về Hạm đội Dự bị Thái Bình Dương.
Manta được cho nhập biên chế trở lại như là chiếc ESS-299 vào ngày 2 tháng 8, 1949 dưới quyền chỉ huy của Hạm trưởng, Đại úy Hải quân E. H. Edwards, Jr. Nó được xếp lại lớp như một "tàu ngầm nghiên cứu phụ trợ" và mang ký hiệu lườn mới AGSS-299 vào ngày 1 tháng 9, 1949, rồi được điều sang vùng bờ Đông đến Key West, Florida để hoạt động cùng Lực lượng Phát triển Tác chiến Hạm đội Đại Tây Dương. Trong bốn năm tiếp theo nó phục vụ như một tàu mục tiêu trong những dự án chống tàu ngầm thử nghiệm.
Rời Key West vào ngày 5 tháng 7, 1955 Manta đi đến Portsmouth, New Hampshire để chuẩn bị ngừng hoạt động. Nó được káo đến New London và một lần nữa được cho xuất biên chế vào ngày 6 tháng 12, 1955, để được đưa về thành phần dự bị. Đến tháng 4, 1960, nó chuyển sang vai trò tàu huấn luyện cố định cho nhân sự Hải quân Dự bị Hoa Kỳ tại Quân khu Hải quân 3. Được xem là dư thừa đối với nhu cầu của Hải quân, tên nó được cho rút khỏi danh sách Đăng bạ Hải quân vào ngày 30 tháng 6, 1967, và con tàu bị đánh chìm như một mục tiêu ngoài khơi Hampton, Virginia vào ngày 16 tháng 7, 1969. Nguồn khác cho rằng nó bị tháo dỡ vào tháng 9, 1969.

## Phần thưởng
Nguồn: Navsource Naval History
|  |  |  |
|  |  |  |

| Huân chương Chiến dịch Hoa Kỳ                 |                                      |                                       |
| Huân chương Chiến dịch Châu Á-Thái Bình Dương | Huân chương Chiến thắng Thế Chiến II | Huân chương Phục vụ Phòng vệ Quốc gia |